# Xi (Strand)

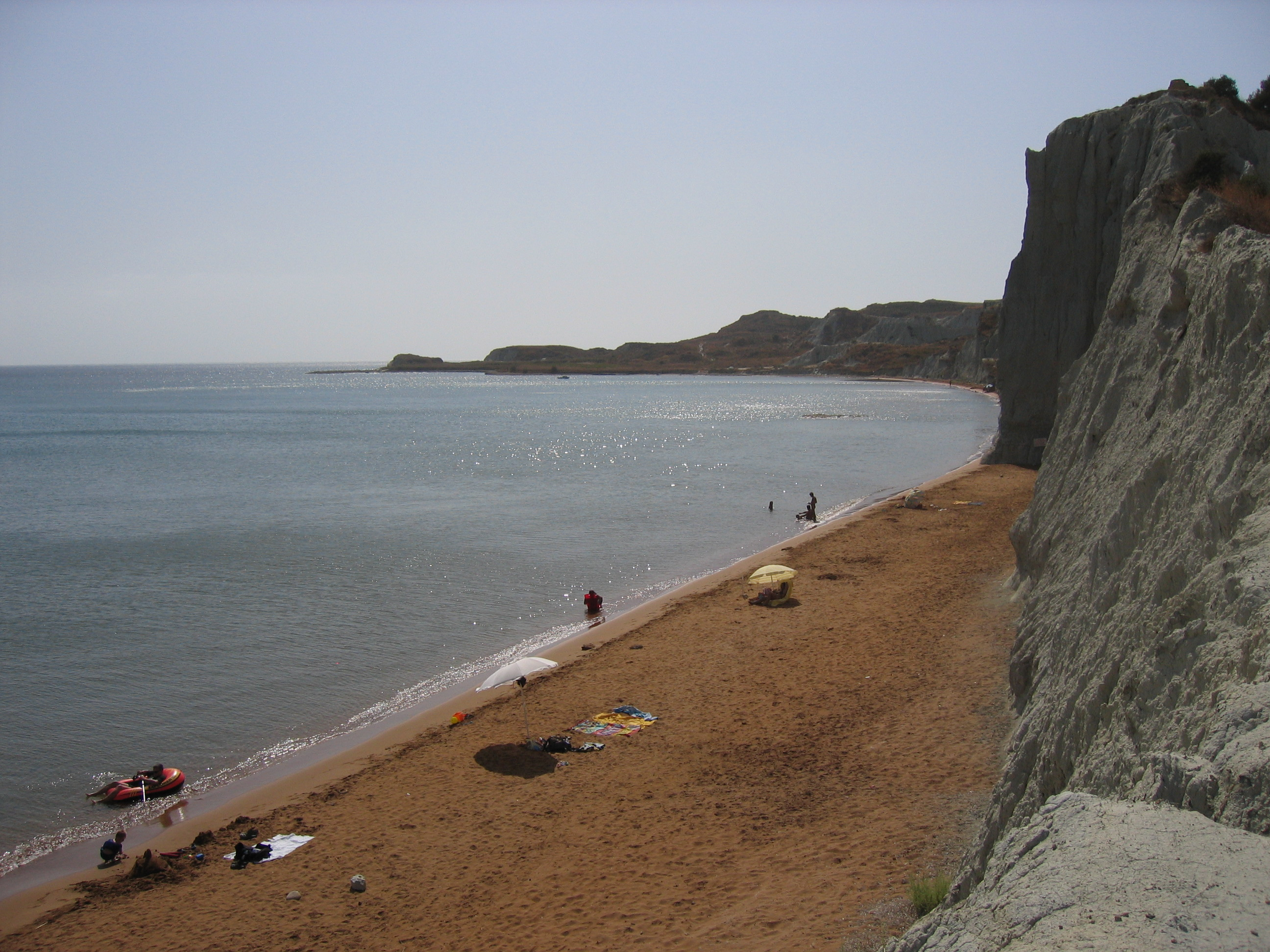
Blick nach Westen

Xi (griechisch Ξι) ist ein roter Sandstrand im Südwesten der griechischen ionischen Insel Kefalonia. Er befindet sich an der Ostseite des Kap Kounopetra, einer Halbinsel mit mehreren Buchten an der Südküste der Halbinsel Paliki und ist von steilen Tonfelsen begrenzt.

## Lage und Beschreibung

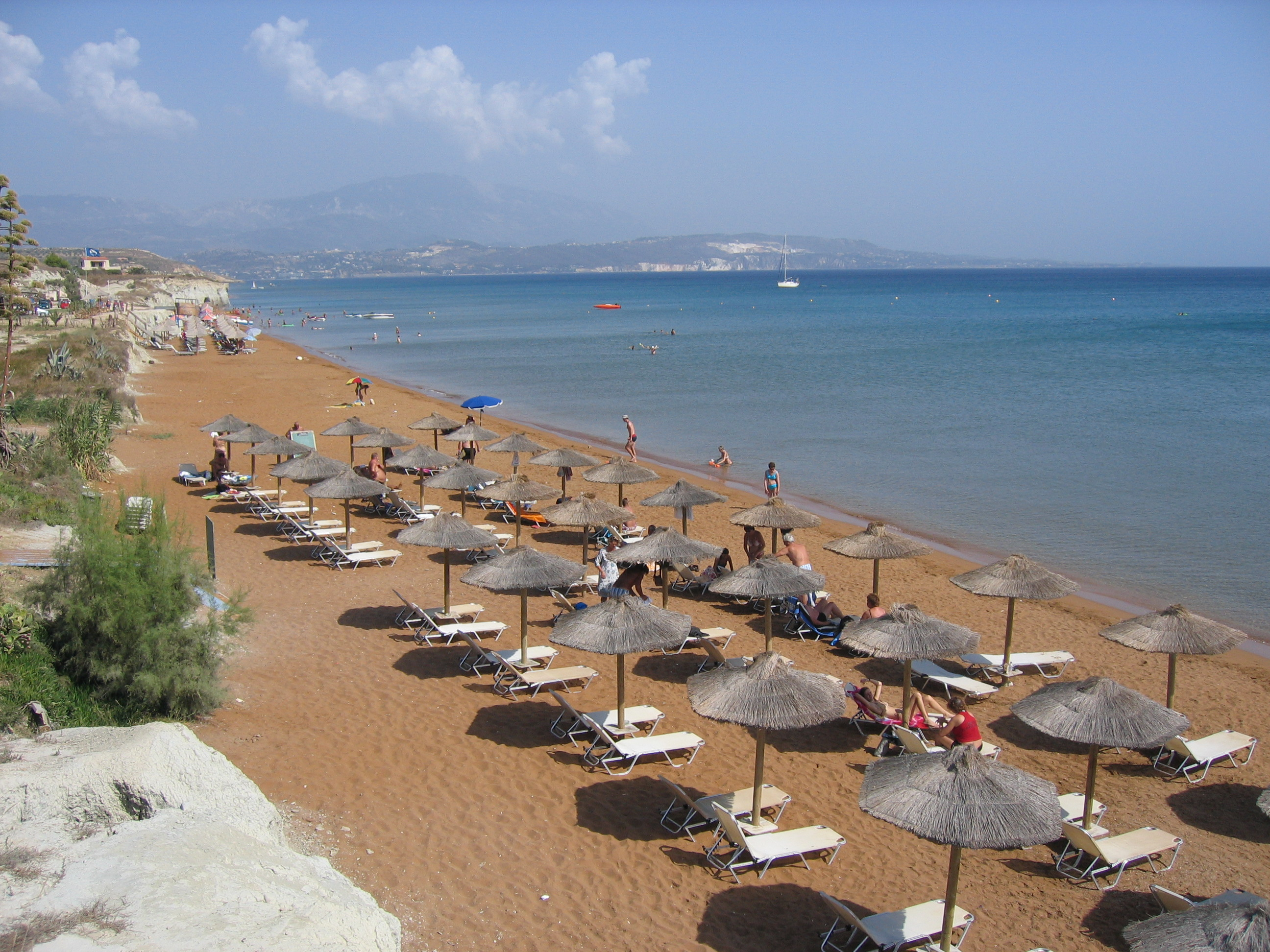
Blick nach Osten

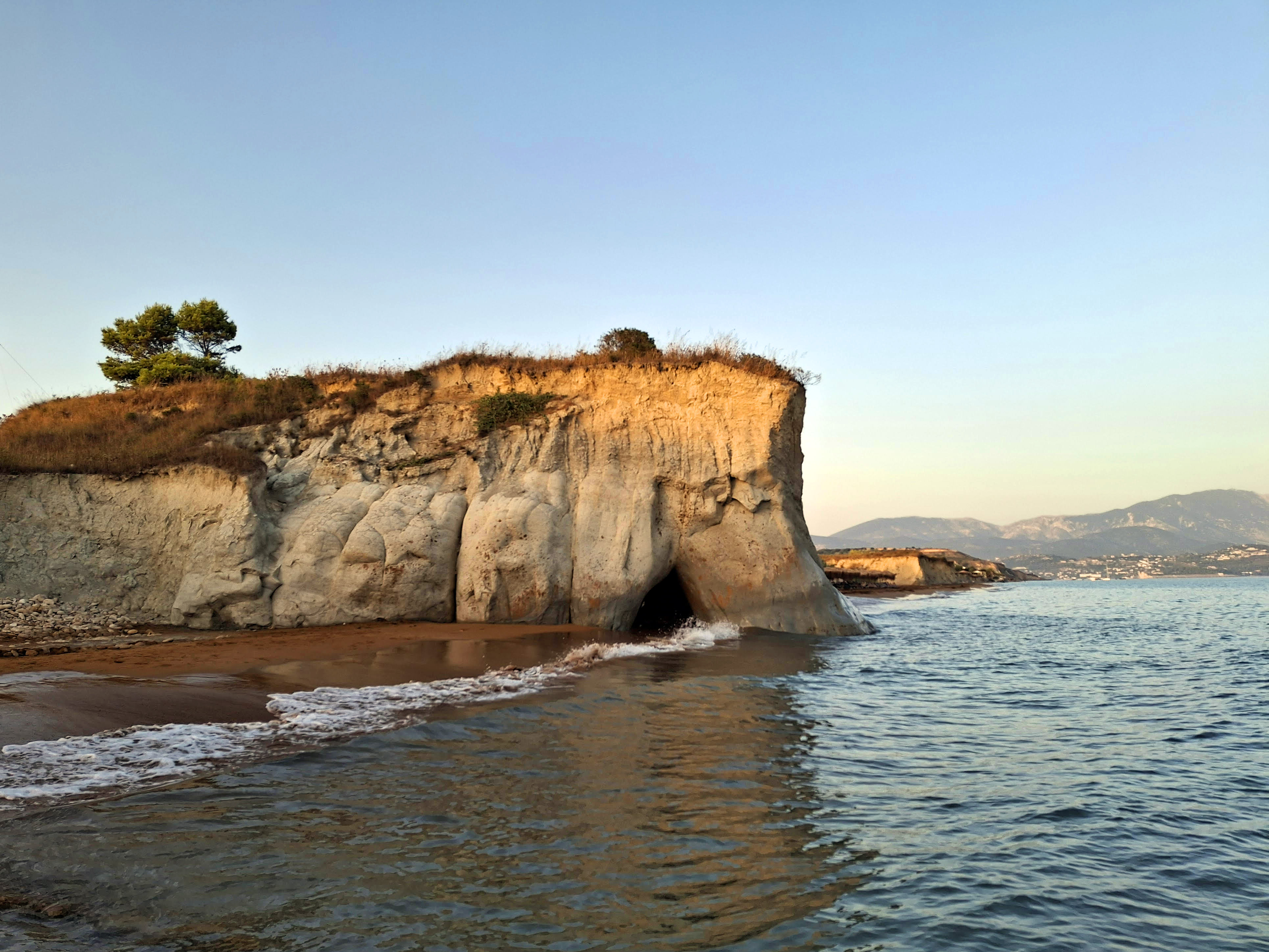
Abschluss des Strandes nach Osten, dahinter der Strand „Mia Lacco“

Das Kap Kounopetra liegt fünf Kilometer südlich der Stadt Lixouri, dem Hauptort der gleichnamigen Gemeinde. Xi ist der mittlere und größte dreier aneinandergereihter Sandstrände. Östlich liegt Mia Lacco / Megas Lakkos und westlich ta Maniá. Die nächste größere Ortschaft, abgesehen von kleineren Siedlungen in unmittelbarer Nähe, ist Mantzavinata, die nächste historische Sehenswürdigkeit ist das Plateau der ehemaligen Akropolis von Maspali.
Der Strand von Xi ist trotz der etwas abgelegenen Lage Ziel vieler Touristen. 
Neben den Gästen der nahegelegenen Hotels wird er auch von Tagesbesuchern frequentiert. Hinter dem sauberen Sandstrand, der flach ins Wasser abfällt, stehen zahlreiche kleinere Bars mit einigen Strandliegen und Sonnenschirmen davor. Der Strand wird durch eine Steilküste aus grauem Tonfels umfangen. Die Farbe des Sandstrandes reicht von grellem orange bis hin zu einem tiefen terrakotta, je nach Sonneneinstrahlung.
Dank des flach abfallenden Strandes und sanften Wellenganges eignet er sich perfekt für Familienausflüge.

## Geologie

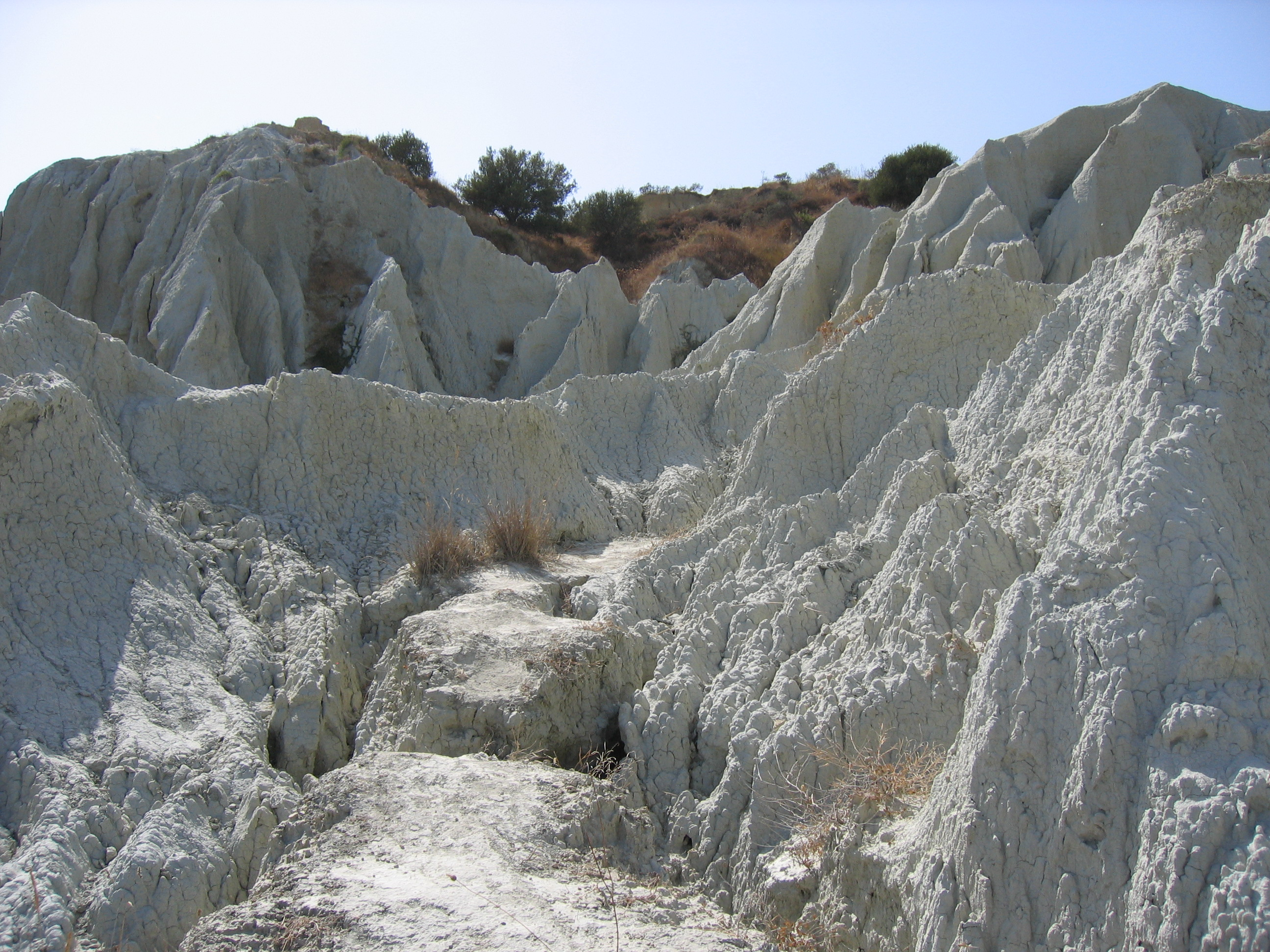
Tonfelsen

Die geologischen Formationen des Xi Strandes bestehen hauptsächlich aus blauen Tonen aus dem späten Pliozän und frühen Pleistozän (3,5–0,781 Mio. Jahre). Eine Partikelgrößenanalyse dieser Sedimente ergab, dass sie aus 1–2 % Sand, 29–54 % Schluff und 44–70 % Ton bestehen. Diese Formationen sind etwa 300 m mächtig und entstanden in einer relativ tiefen Meeresumgebung, deren Entwicklung mit intensiven tektonischen Ereignissen während des Pleistozäns verbunden ist. Hinweise auf die Ablagerungstiefe dieser Sedimente sind die zahlreichen Mikrofossilien, planktonischen Foraminiferen, Muschelkrebse, Coccolithen und Otolithen pelagischer Fische, die in diesen Sedimenten gefunden wurden. Meerwasser, Luft sowie atmosphärische Niederschläge schufen landschaftsprägende Erosionsstrukturen in den Tonablagerungen. Die rote Farbe des Strandes entstand durch den Zerfall von Tonmineralien und die Freisetzung von Eisen.

## Wissenswertes
- Die Namensgebung geht auf die Minuskel des griechischen Buchstaben Xi zurück, welchem die Form des Strandes ähnelt: ξ.[3]

- Dass der in Wasser lösliche Tonfels gut für die Haut ist oder andere therapeutische Eigenschaften besitzt, wurde wiederholt widerlegt.

## Zugang

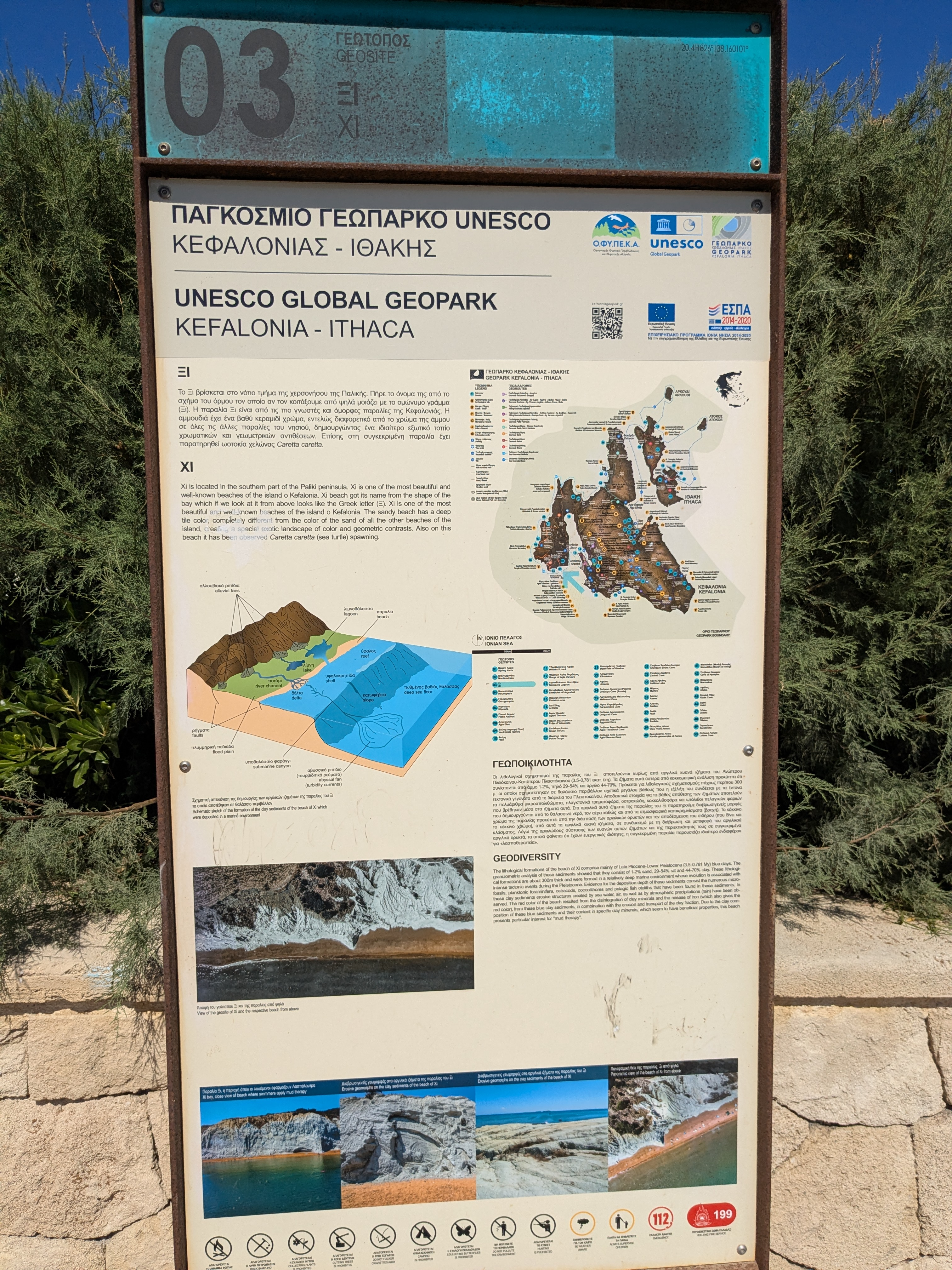
Geopark-Infotafel am östlichen Zugang

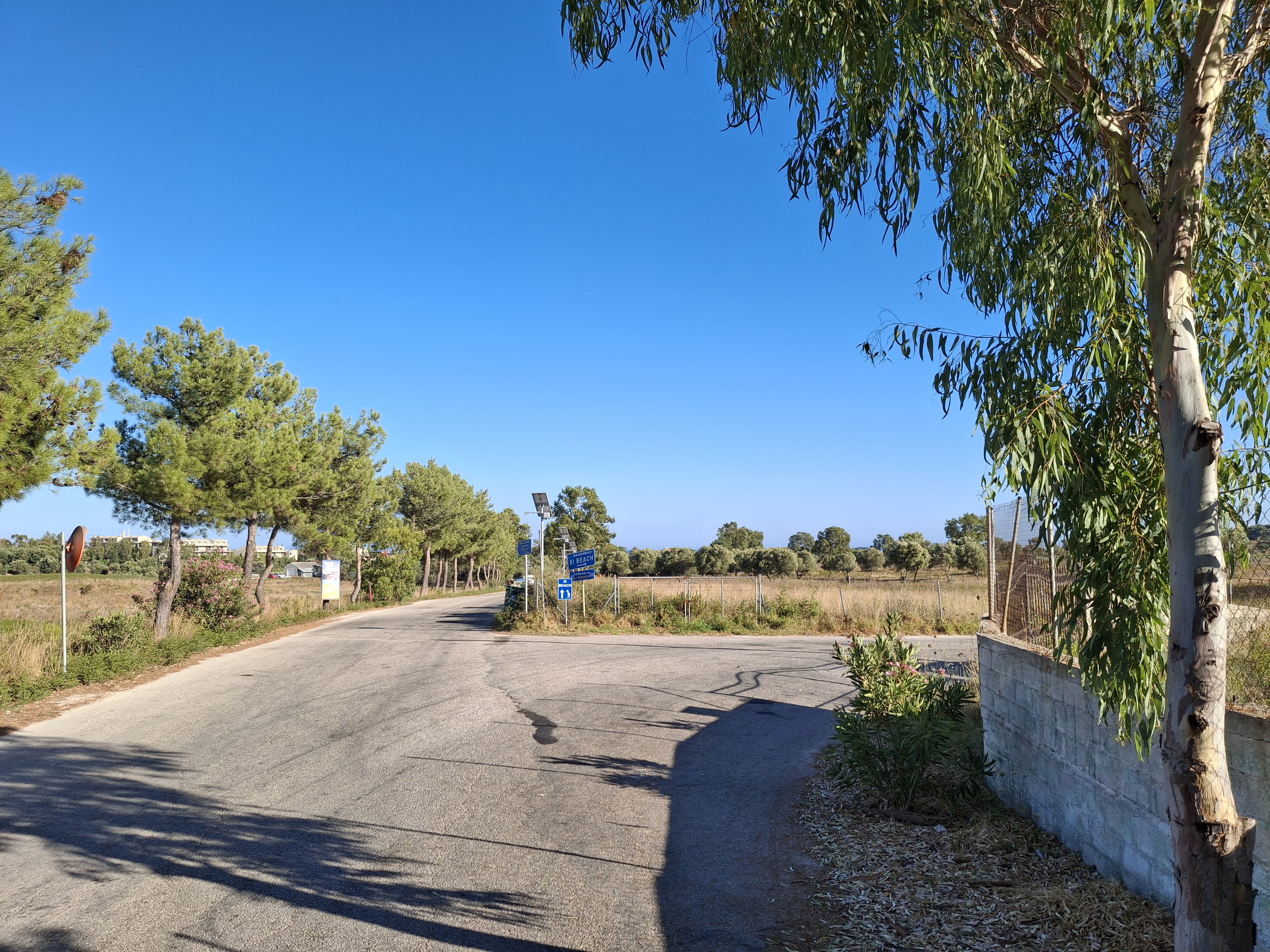
Die Weggabelung: Links zum östlichen Zugang, rechts zum westlichen

Die Zufahrt erfolgt über eine asphaltierte Straße aus Mantzavinata, die sich etwa 800 m vor dem Strand teilt und zu zweien seiner Abschnitte führt. An beiden Zugängen gibt es je eine Dusche und eine Umkleidekabine. Am östlichen darüber hinaus diverse Lokale und Geschäfte sowie zwei Infotafeln.
Über eine befestigte Schotterpiste erreicht man Kap Kounopetra.